# Mirisavi dvolist
Mirisavi dvolist (dvolisni vimenjak, mirisavi vimenjak, bijeli vimenjak, lat. Platanthera bifolia), jedna od nekoliko vrsta dvolista koji rastu u Hrvatskoj, a raširena je po cijeloj Europi, Aziji i sjevernoj Africi. Trajna je zeljasta biljka iz porodice kaćunovki ili orhidejevki (Orchidaceae). Njezino ime bifolia, znači dvolisnat.
Biljka naraste do 50 cm visine. Stabljika je gola i šuplja, a gomolji izduženi i jajasti. Cvjetovi se nalaze na dužoj stapci, bijele su boje i ugodnog mirisa, cvatu od svibnja do srpnja. 
Jestivi gomolji mirisavog dvolista nekada su se pripremali tako da se kuhaju ili peku, a također su se i sušili i mljeli u brašno. Kako biljka i,ma status osjetljive njezino iskorištavanje u te svrhe bilo bi neprimjereno.
- ilustracija
- Cvjetovi
- Donji listovi
- Cijela biljka

## Podvrste
Postoje 3 priznate podvrste
- Platanthera bifolia subsp. bifolia
- Platanthera bifolia subsp. osca R.Lorenz, Romolini, V.A.Romano & Soca
- Platanthera bifolia subsp. subalpina Brügger